# Merck Index
Il Merck Index è un'enciclopedia di composti chimici e biologici e sostanze ad attività farmacologica pubblicata dalla United States Pharmaceutical Company Merck & Co a partire dal 1889 e fino al 2012, anno in cui il titolo è stato acquisito dalla Royal Society of Chemistry.

## Contenuto
Il Merck Index è costituito da circa 10.000 monografie relative a singole sostanze o a famiglie di sostanze, più un'appendice finale nella quale vengono descritte numerose reazioni chimiche.
Le monografie delle sostanze sono costituite da:
- Numero CAS
- sinonimi del nome della sostanza, nome comune della sostanza e terminologia IUPAC
- formula chimica
- peso molecolare
- percentuale di composizione
- formula di struttura
- descrizione dell'aspetto della sostanza
- punto di fusione e punto di ebollizione
- solubilità
- sintesi
- attività farmacologica e tossicologica

## Edizioni
- 15° (2013), ISBN 978-1-84973-670-1
- 14° (2006), ISBN 978-0-911910-00-1
- 13° (2001), ISBN 0-911910-13-1
- 12° (1996), ISBN 0-911910-12-3
- 11° (1989), ISBN 0-911910-28-X
- 10° (1983), ISBN 0-911910-27-1
- 9° (1976)
- 8° (1968)
- 7° (1960)
- 6° (1952)
- 5° (1940)
- 4° (1930)
- 3° (1907)
- 2° (1896)
- 1° (1889)